# Kirsty Coventry
Kirsty Leigh Coventry (Harare, 16 de setembro de 1983) é uma política e ex-nadadora do Zimbábue, antiga detentora do recorde mundial nos 100 e 200 metros costas. É a atual presidente do Comité Olímpico Internacional, sendo a primeira mulher e africana a assumir tal cargo.

## Carreira

### Esportista
Frequenta e nada competitivamente pela Universidade de Auburn no Alabama, nos Estados Unidos. Nas Olimpíadas de Verão de 2004, em Atenas, Grécia, conquistou três medalhas olímpicas sendo uma de ouro, uma de prata, e uma de bronze. Ela foi posteriormente descrita por Paul Chingoka, presidente do Comitê Olímpico do Zimbábue, como "nosso tesouro nacional". O presidente do Zimbábue Robert Mugabe a chamava de "uma garota de ouro". Nas Olimpíadas de Verão de 2008 em Pequim, conseguiu outras quatro medalhas, sendo uma de ouro e três de prata.
Participou do Troféu Maria Lenk de 2011 pelo Minas Tênis Clube.

### Política
Em setembro de 2018 passou a ser a ministra da Juventude, Desporto e Artes do governo do Zimbabwe. É membro do Comité Olímpico Internacional (COI) e presidiu até 2025 à Comissão de Atletas do COI.
Em 20 de março de 2025, ao término da 144.ª Sessão do COI, em Costa Navarino, na Grécia foi eleita presidente do COI por um período de oito anos de mandato. Era a mais jovem dos candidatos e foi a primeira mulher e pessoa africana a presidir o organismo internacional. A transmissão do cargo aconteceu em 23 de junho de 2025, quando o atual presidente, Thomas Bach, assumiu o cargo de presidente honorário.

## Medalhas

### Medalhas olímpicas em 2004
- Bronze nos 200 metros IM (2:12.72) - Segunda medalha olímpica do Zimbábue
- Ouro nos 200 metros nado costas (2:09.19)
- Prata nos 100 metros nado costas (1:00.50)

### Medalhas no Campeonato Mundial em 2005
- Ouro nos 100 metros nado costas (1:00.24)
- Ouro nos 200 metros nado costas (2:08.52)
- Prata nos 200 metros IM (2:11.13)
- Prata nos 400 metros IM (4:39.72)

### Medalhas nos Jogos da África em 2007
- Ouro nos 200 metros IM (2:13.02 CR)
- Ouro nos 400 metros IM (4:39.91 CR)
- Ouro nos 50 metros livres (26.19)
- Ouro nos 800 metros livres (8:43.89 CR)
- Ouro nos 50 metros costas (28.89 AR)
- Ouro nos 100 metros costas (1:01.28 CR)
- Ouro nos 200 metros costas (2:10.66 CR)
- Prata nos 100 metros nado de peito (1:11.86)
- Prata nos 4x100 metros medley (4:21.60 NR)
- Prata nos 4x200 metros livres (8:38.20 NR)

### Medalhas no Campeonato Mundial em 2007
- Prata nos 200 metros nado de costas (2:07.54)
- Prata nos 200 metros IM (2:10.74)

### Medalhas olímpicas em 2008
- Prata nos 400 m Medley  (4:29.89 AR)
- Prata nos 100 m nado de costas (59.19)
- Prata nos 200 m Medley (2:08.59 AR)
- Ouro nos 200 m nado de costas  (2:05.24 WR)

## Recordes
No Mundial de Roma 2009, nos 200 m costas, bateu o recorde da prova no campeonato.